# Rivalidad entre Deportivo Lara y Zamora
Los duelos directos entre la Deportivo Lara y el Zamora FC son encuentros de fútbol disputados entre la Asociación Civil Deportivo Lara y el Zamora Fútbol Club. No cuenta con mucha trayectoria, comenzando a disputarse en el año 2009 (con empate 1 a 1) y continuando hasta el día de hoy. Es un enfrentamiento reciente (como muchos en Venezuela) debido a la fundación de la Asociación Civil Deportivo Lara. Estas ciudades (Cabudare y Barinas, respectivamente) están separadas a 225 kilómetros aproximadamente.
Se han realizado partidos abarcando dos instancias o dos ámbitos, como ser: Liga Venezolana y Copa Venezuela.
Al día de hoy Zamora Fútbol Club aventaja por dos a la Asociación Civil Deportivo Lara (3 a 1) en cuanto a títulos nacionales oficiales. Los rojinegros de Cabudare poseen una liga de Primera división. Por su parte, los llaneros cuentan con tres títulos oficiales en la Primera.
Estos enfrentamientos directos comenzaron en 2011 por el Apertura 2011 con una goleada 4-0 por parte del Deportivo Lara, donde lamentablemente ocurrieron hechos violentos por parte de fanáticos radicales dejando heridos, desde ese momento el la fanaticada del Deportivo Lara dejó de ir al estadio por temor entre otras causas. Tras el campeonato del Deportivo Lara en la 2011/12, el Zamora obtiene el bicampeonato coronándose en la 2012/13 y en la 2013/14. Convirtiendo a "guaros" y a "llaneros" uno de los equipos más competitivos en los últimos años.

## Historia

### Liga Venezolana de Fútbol
La primera victoria para el Deportivo Lara, se produjo el 11 de septiembre de 2011 con goles de Diego Cochas, Rafael Castellin, Aquiles Ocanto y David McIntosh por el Apertura 2011.
El 23 de febrero de 2011, se produce la primera victoria para el Zamora con marcador de 3-1 con goles de Vargas, Juan Vélez, Richard Badillo y Jonathan Copete para Zamora y Luis Martínez para Lara, por el Clausura 2011.

## Estadísticas

### Números totales
| Motivo               | PJ | DL | E | ZFC |
| -------------------- | -- | -- | - | --- |
| Liga                 | 19 | 7  | 7 | 5   |
| Copa                 | 4  | 2  | 1 | 1   |
| Copa Conmebol o Fifa | 0  | 0  | 0 | 0   |
| Total                | 23 | 9  | 8 | 6   |

| PJ: partidos jugados            |
| DL: ganador Deportivo Lara      |
| ZFC: ganador Zamora Fútbol Club |
| E: empate                       |

## Tabla comparativa entre los equipos
*Actualizado hasta julio de 2015
| Estadísticas                                                  | Asociación Civil Deportivo Lara   | Zamora Fútbol Club             |
| ------------------------------------------------------------- | --------------------------------- | ------------------------------ |
| Nombre del club en su fundación                               | Club Deportivo Lara               | Zamora Fútbol Club             |
| Fecha de la fundación del club                                | 2 de julio de 2009 (7 años)       | 21 de agosto de 2002 (14 años) |
| Categoría actual                                              | Primera División                  | Primera División               |
| Localidad                                                     | Cabudare                          | Barinas                        |
| Apodo                                                         | Rojinegro                         | La furia llanera               |
| Clasificación histórica en Primera División                   | 28ª posición                      | 6ª posición                    |
| Estadio                                                       | Estadio Metropolitano de Cabudare |                                |
| Capacidad de estadio                                          | 45.000                            | 27.000                         |
| Temporadas en Primera División                                | 9                                 | 12                             |
| Temporadas en Segunda División                                | 0                                 | 3                              |
| Descensos de categoría                                        | 0                                 | 0                              |
| Participaciones en Copas Internacionales de Conmebol y/o FIFA | 5                                 | 8                              |
| Mejor posición en Promedios                                   | 1º                                | 1º                             |
| Goleadores en Primera División                                | 1                                 | 1                              |

| Títulos                                   | Asociación Civil Deportivo Lara | Zamora Fútbol Club |
| ----------------------------------------- | ------------------------------- | ------------------ |
| Títulos de la Primera División Venezolana | 1                               | 3                  |
| Títulos en Copa Venezuela                 | 0                               | 0                  |
| Títulos totales                           | 1                               | 3                  |

- Sólo se tienen en cuenta los títulos oficiales.